# Erlkönig (Auto)

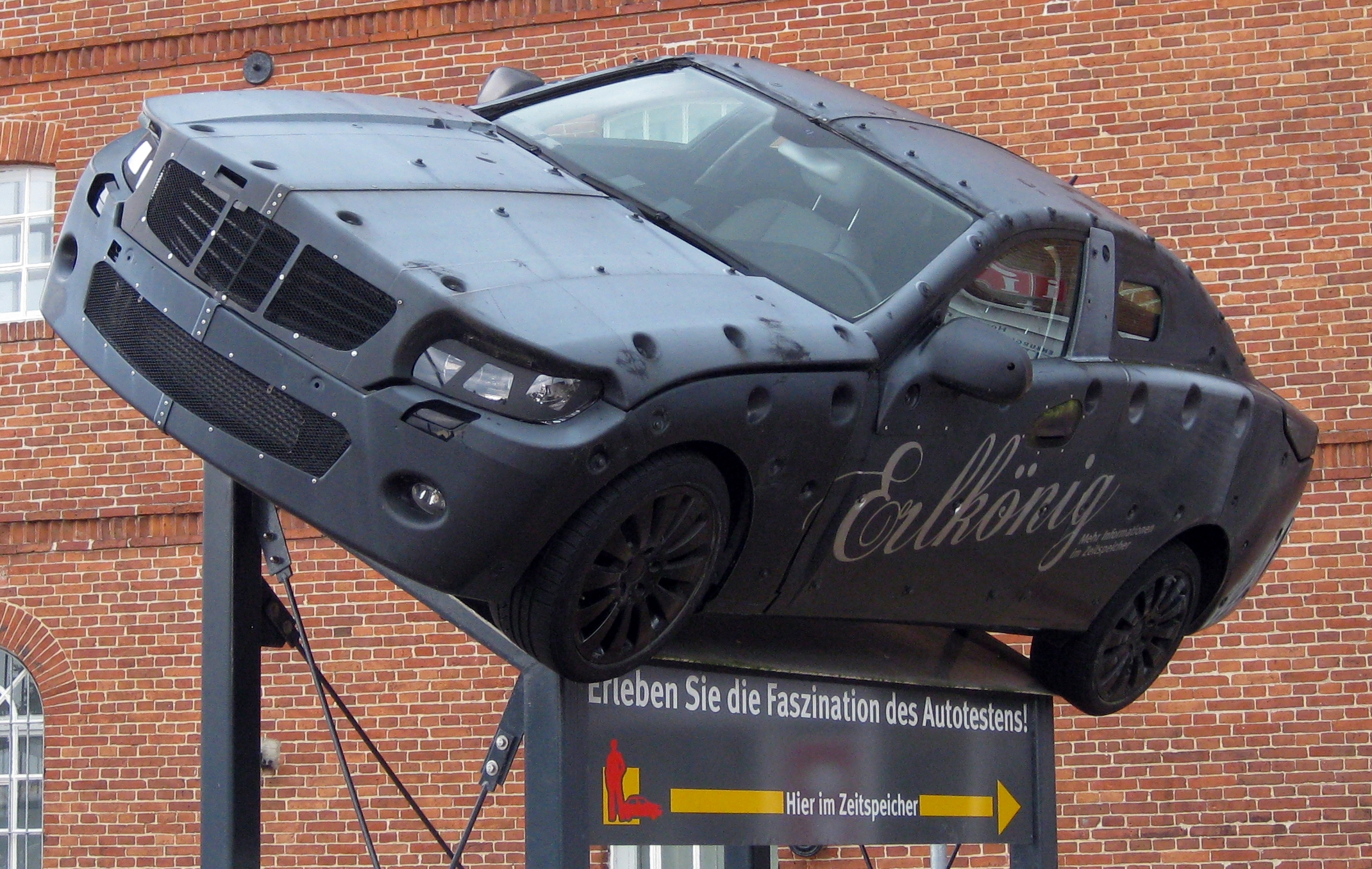
Erlkönig als Blickfang für eine Ausstellung über das Automotive Testing Papenburg (2011)

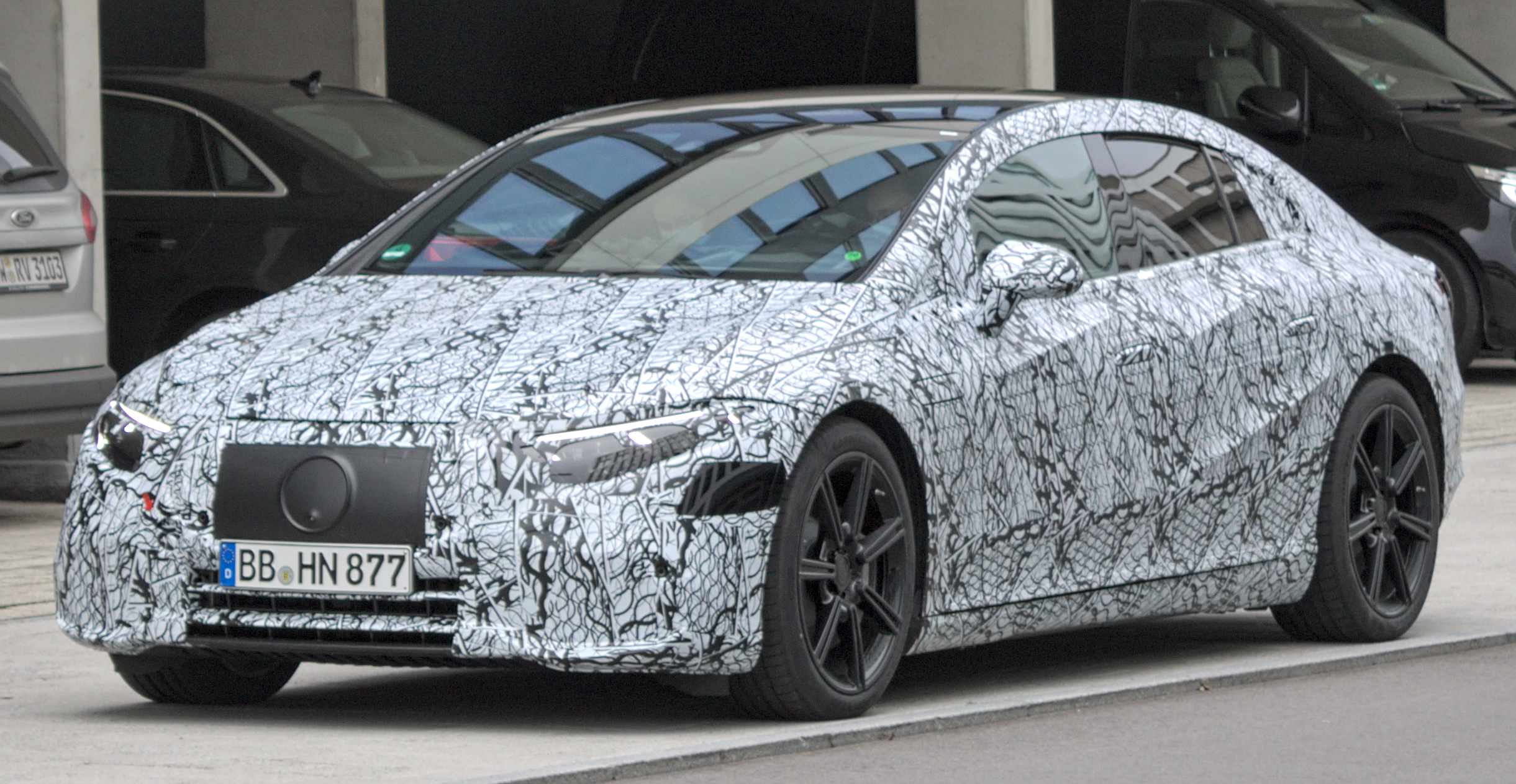
Erlkönig eines Mercedes-Benz EQS, mit Tarnfolie und abgeklebtem Markenlogo, im November 2020 in Böblingen

Ein Erlkönig ist ein getarnter Prototyp eines Fahrzeugs. Während die Hersteller versuchen, das genaue Aussehen und die technischen Innovationen dieser Fahrzeuge geheim zu halten, wollen häufig Fotojournalisten, sogenannte Erlkönig-Jäger, ihre Aufnahmen an Fachmagazine oder die Boulevardpresse verkaufen.

## Namensgebung
Die Namensgebung geht auf Goethes Ballade Erlkönig zurück, die mit dem Vers „Wer reitet so spät durch Nacht und Wind? Es ist der Vater mit seinem Kind“ beginnt. Anfang der 1950er Jahre tauchte das Werk in einem anderen Zusammenhang auf: Erstmals verwendeten die beiden Motorjournalisten Heinz-Ulrich Wieselmann, Chefredakteur der Automobilzeitschrift auto motor und sport, und Werner Oswald, von Anfang 1950 bis Ende 1957 stellvertretender Chefredakteur, den Begriff. Ab Heft 15 (vom 19. Juli 1952) erschien eine Zeit lang in jeder Ausgabe das mehr oder weniger deutliche Foto eines Automobilprototyps.

„Diese nach heutigen Maßstäben lächerlich harmlosen Bildchen galten damals als nie dagewesene Provokation der Automobilindustrie. Deshalb hatten wir zuvor wochen-, ja vielleicht monatelang überlegt, ob und in welcher Form wir uns den Abdruck dieser Amateurfotos erlauben konnten. Chefredakteur Wieselmann kam schließlich auf die Idee, durch liebenswürdige Begleittexte den betroffenen Industriefirmen die bittere Pille ein wenig zu versüßen. In diesem Sinn reimte er eines schönen Sonntags für die ersten paar Bilder je ein kleines Achtzeilen-Gedicht im Stil des Erlkönig-Poems. Die legte er mir Montagfrüh auf den Tisch mit dem Auftrag, hieraus für die nächsten Hefte eine Folge vorzubereiten und diese mit einer gleichbleibenden Überschrift zu versehen. Nach kurzer Überlegung meinte ich: »Schreiben wir doch einfach ›Erlkönig‹ drüber!« […] Fortan bezeichnete ich in auto motor und sport konsequent jeden Prototyp, gleich welcher Herkunft, als Erlkönig, und so wurde das Wort bekannt und bald zu einem geläufigen Ausdruck.“

Der erste Erlkönig war der Prototyp des Mercedes-Benz 180. Die Bildunterschrift lautete wie folgt:
Erlkönig

1. Folge
Wer fährt da so rasch durch Nacht und Wind?

Ist es ein Straßenkreuzer von drüben,

der nur im Umfang zurückgeblieben

oder gar Daimlers jüngstes Kind?
Der stille Betrachter wär gar nicht verwundert,

wenn jenes durchgreifend neue Modell,

das selbst dem Fotografen zu schnell,

nichts anderes wär als der Sohn vom »Dreihundert«.

## Gründe der Geheimhaltung
Der Produktlebenszyklus eines Fahrzeugs beträgt in der Regel einige Jahre. Nach dieser Zeit bringen Automobilhersteller Nachfolger mit neuerer Technik auf den Markt. Im Kontext des Erlkönigs spielt jedoch das Design (Exterieur und Interieur) des neuen Modells eine entscheidende Rolle. Die Verkaufszahlen des Vorgängermodells sinken normalerweise am Ende des Produktlebenszyklus, da die Käufer die neuen Modelle abwarten. Diese Verkaufszahlen würden sich nochmals reduzieren, wenn vor dem Ende des Produktlebenszyklus des Vorgängermodells Bilder vom ungetarnten Nachfolgemodell in den Medien erschienen. Außerdem sollen Tarnmaßnahmen Technik- bzw. Design-Details vor der Konkurrenz verschleiern.
Um dem frühzeitigen Lüften der Geheimnisse entgegenzuwirken, werden die Fahrzeuge bei den Testfahrten häufig optisch verändert, was meist in mehreren Stufen geschieht. So fahren die ersten Prototypen mit neuer Technik oft in angepassten Karosserien ihrer Vorgänger oder anderen Modellen des Herstellers. Erlkönige dieser Stufe werden oftmals als Muletto bezeichnet, in Anspielung auf die Mischung aus neuer Technik und fremder oder alter Hülle.
Steht das neue Design fest, geht die Tarnung der Karosserie zuerst in Richtung Vollverkleidung und nimmt dann mit Näherrücken der Präsentation immer mehr ab. Dazu werden an markanten Konturen Abdeckungen und Verkleidungen angebracht, die das tatsächliche Aussehen verschleiern sollen. Dem gleichen Zweck dienen kleinteilige Muster auf Folien, mit denen die Karosserie als Camouflage überklebt wird und durch die die Form des Fahrzeugs optisch weniger gut zu erkennen ist.
Auch das Interieur ist oftmals durch Kunststoffteile abgedeckt, um das Aussehen des Armaturenbretts und der Ablagen zu verschleiern.
Die Automobilkonzerne handhaben den Umgang mit ihren Erlkönigen unterschiedlich. Dabei liegen die Maßnahmen zwischen der Fahr- und Parkerlaubnis von Prototypen im öffentlichen Verkehrsraum bereits im frühesten Teststadium (zum Beispiel Fiat) und ihrem Fahrverbot bis zur offiziellen Präsentation des Modells (wie etwa bei VW). BMW konterkariert die Tarnung und veröffentlicht Fotos selbst.

## Bildergalerie mit verschiedenen Beispielen
Die eingesetzten Tarnmethoden unterscheiden sich nach Hersteller und Entwicklungsstand. Mit zunehmender Serienreife wird die Tarnung immer weiter verringert, bis einzelne Komponenten und das Markenemblem verborgen bleiben.

Aufgesetzte Platten und Polstervorhänge
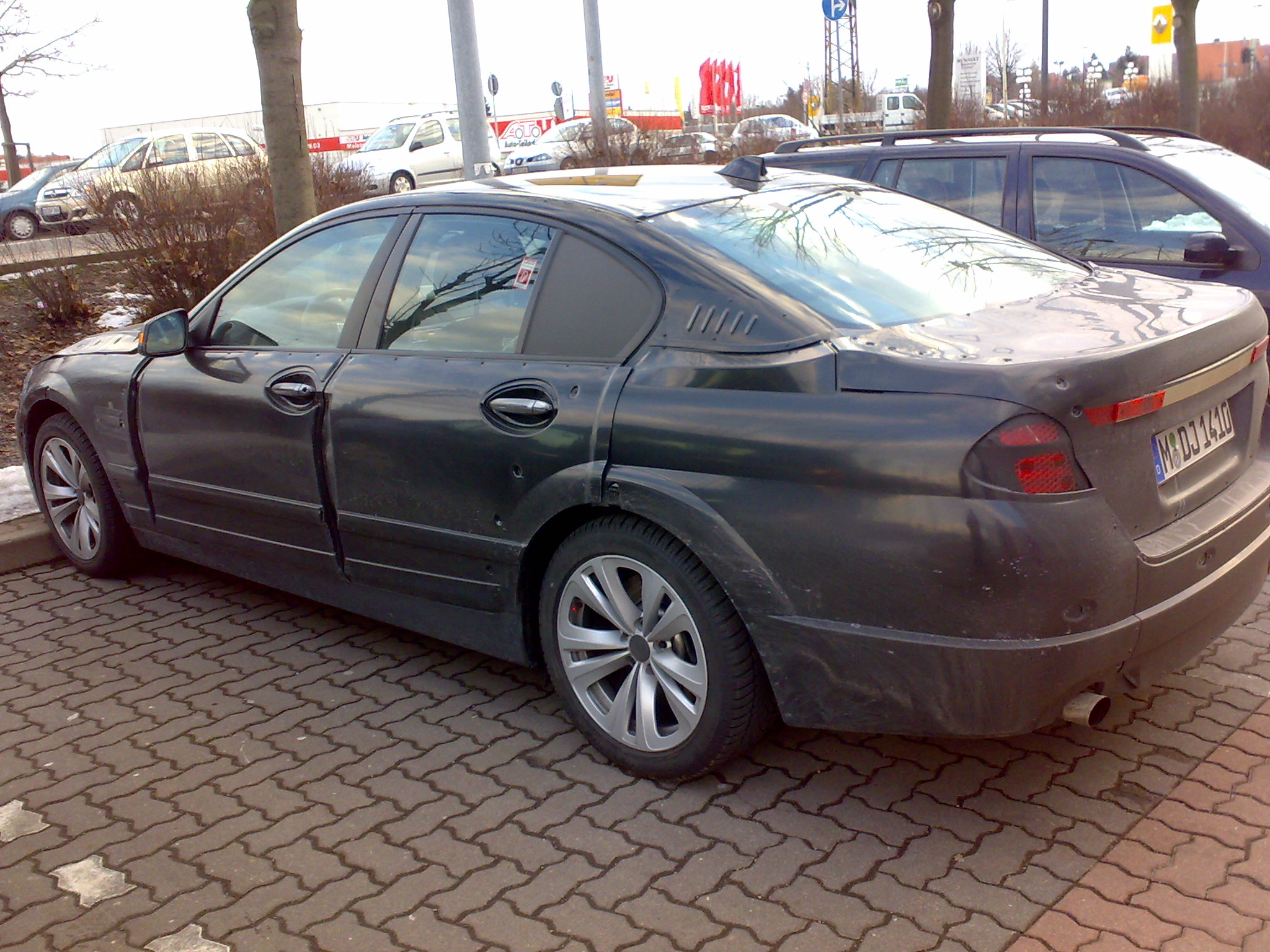
Bei BMW werden Türen und andere Karosserieteile in Plastik verpackt
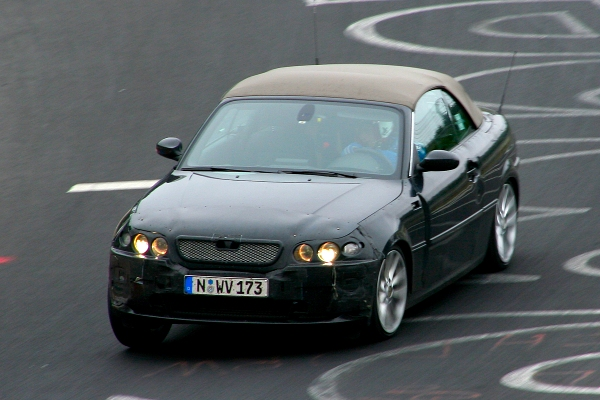
Hier hat BMW die Tarnung lackieren lassen
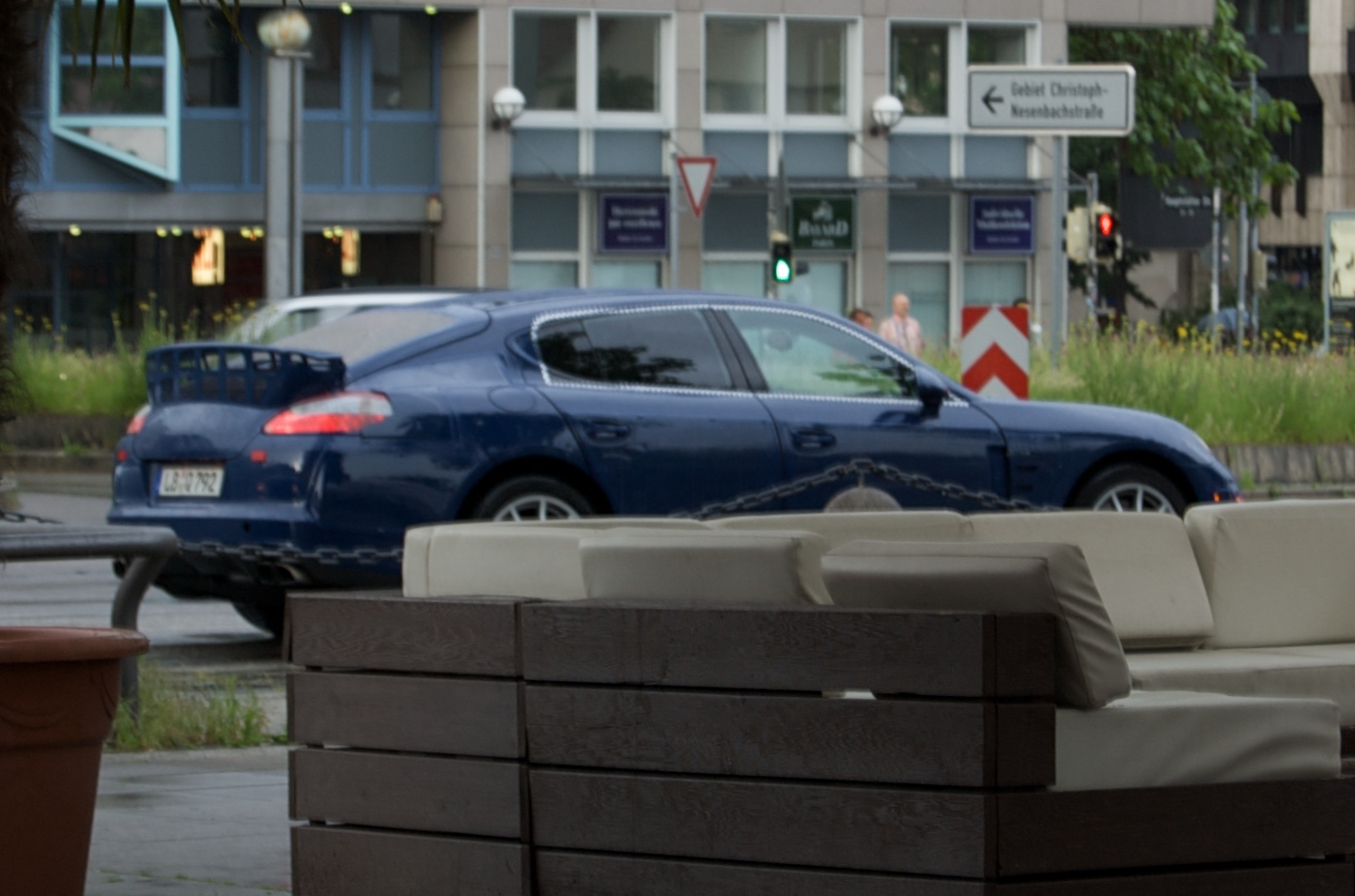
Porsche hat dem Panamera einen überdimensionalen Spoiler aufgesetzt, um von der Coupéform abzulenken
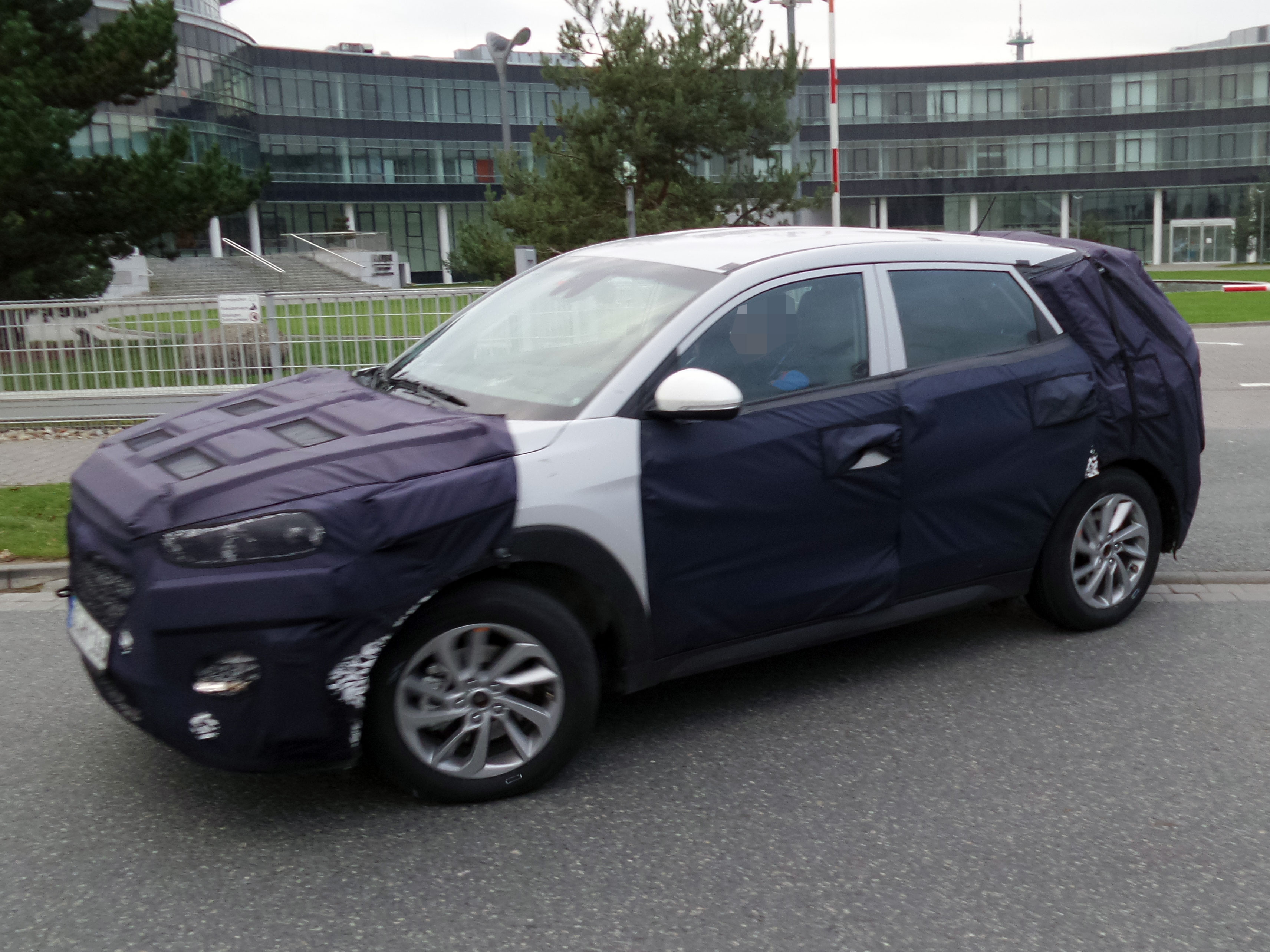
Hyundai setzt bei Front, Seiten und Heck auf Verkleidungen aus Schaumstoff

Tarnfolien
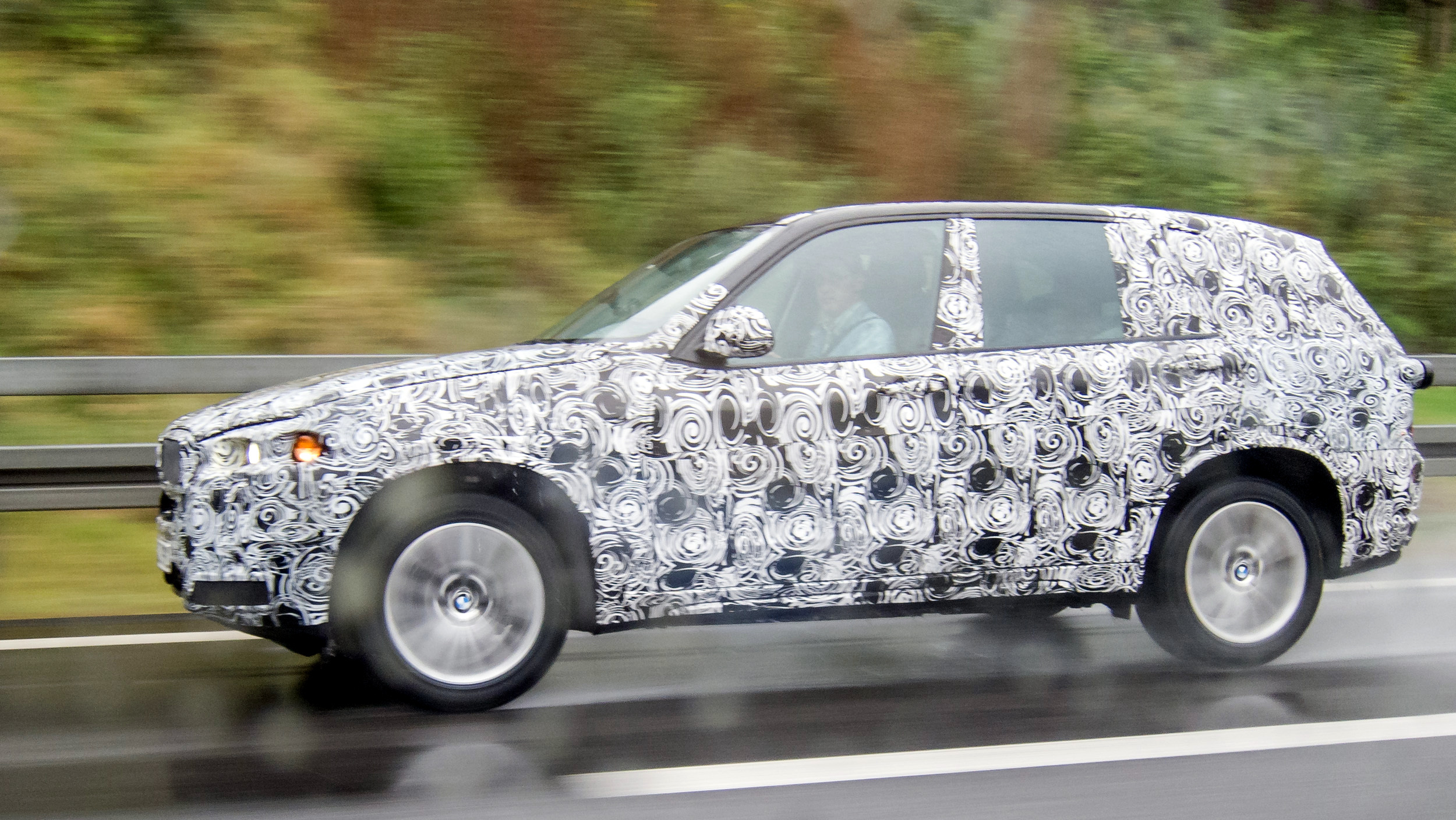
BMW setzt Krisselfolie ein wie hier bei einem X5
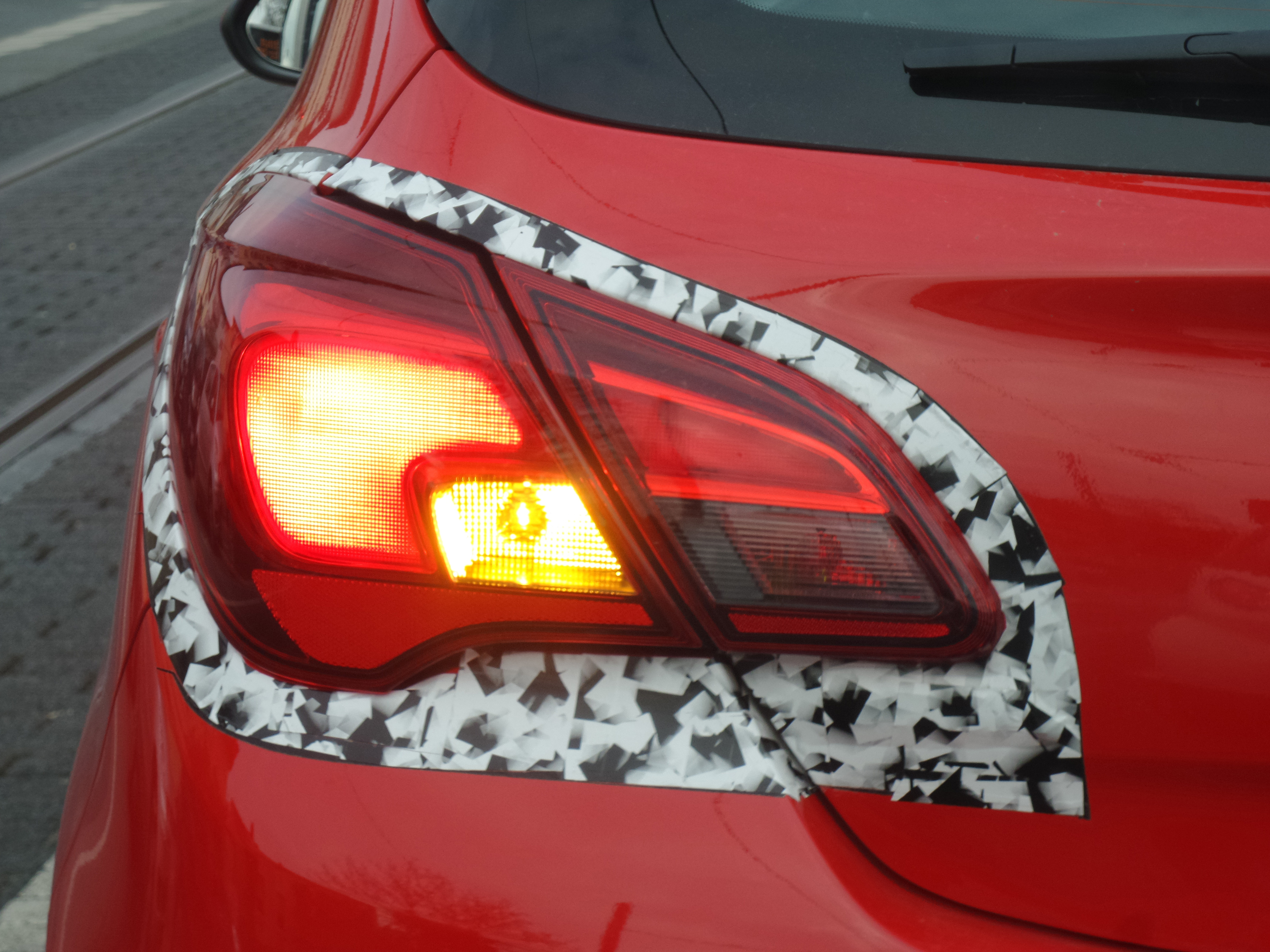
Opel und Chevrolet wenden ein getupftes Design an
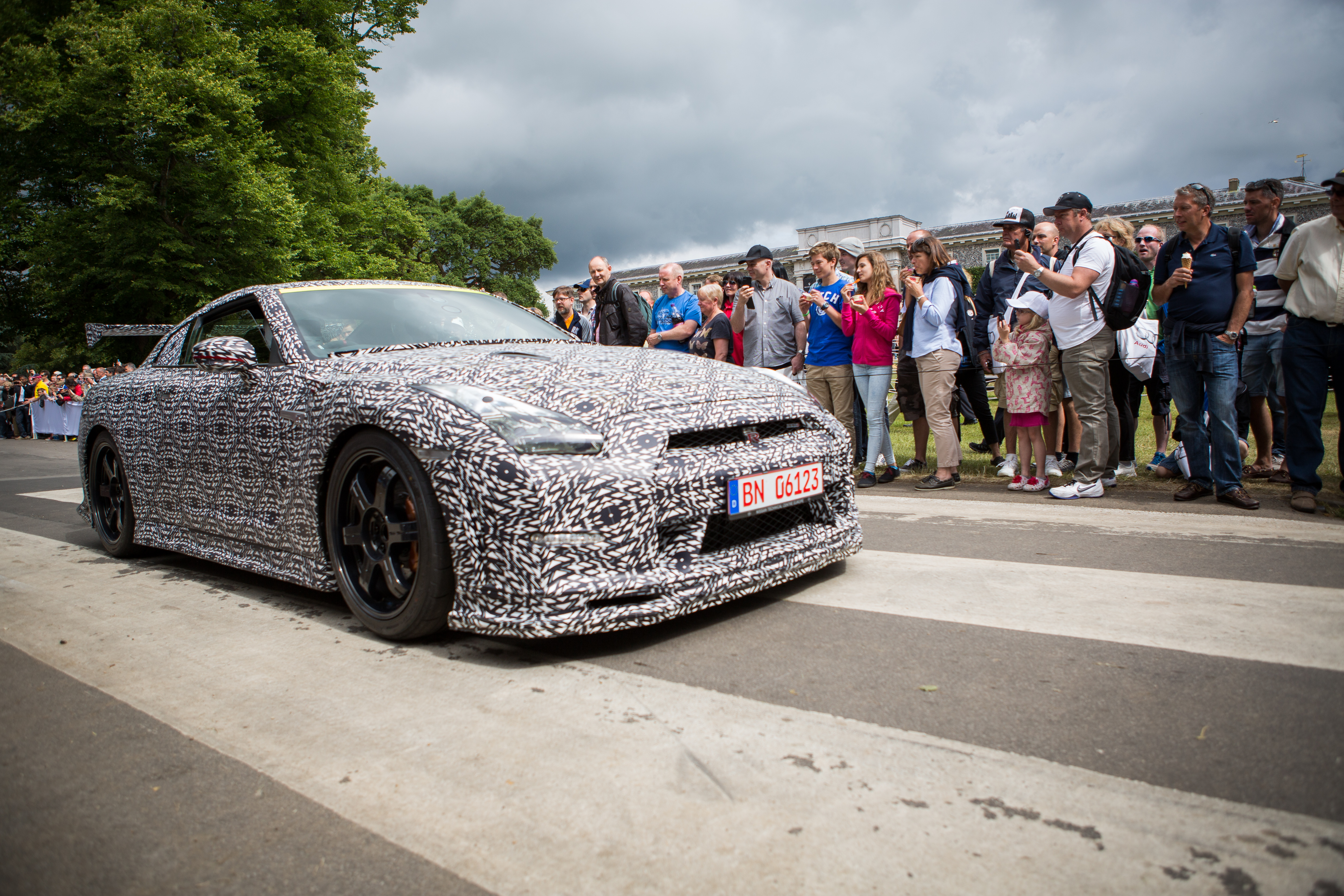
Bei Nissan kommen Strukturen mit optischen Täuschungen zum Einsatz
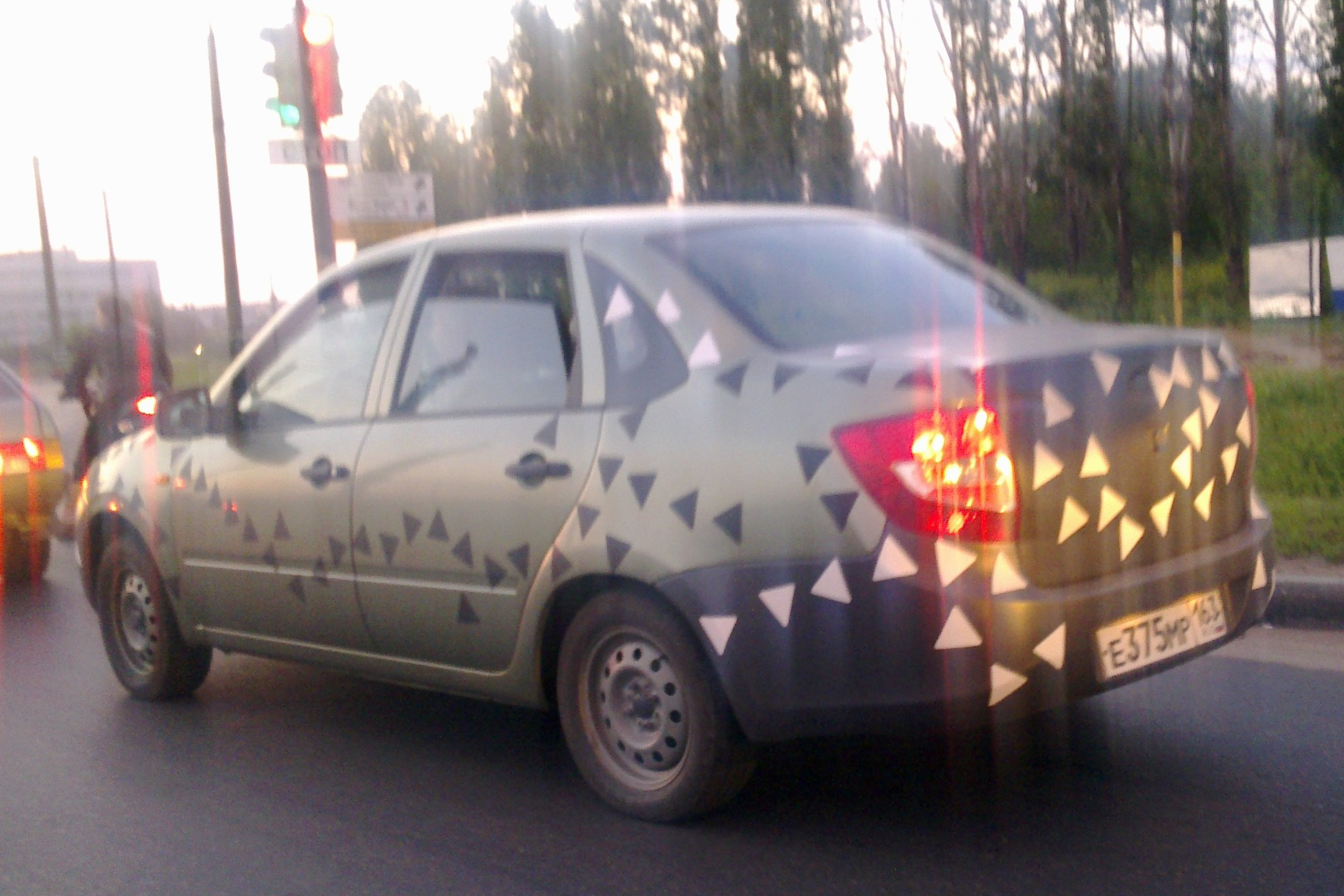
Lada versucht mit Dreiecken zu verwirren
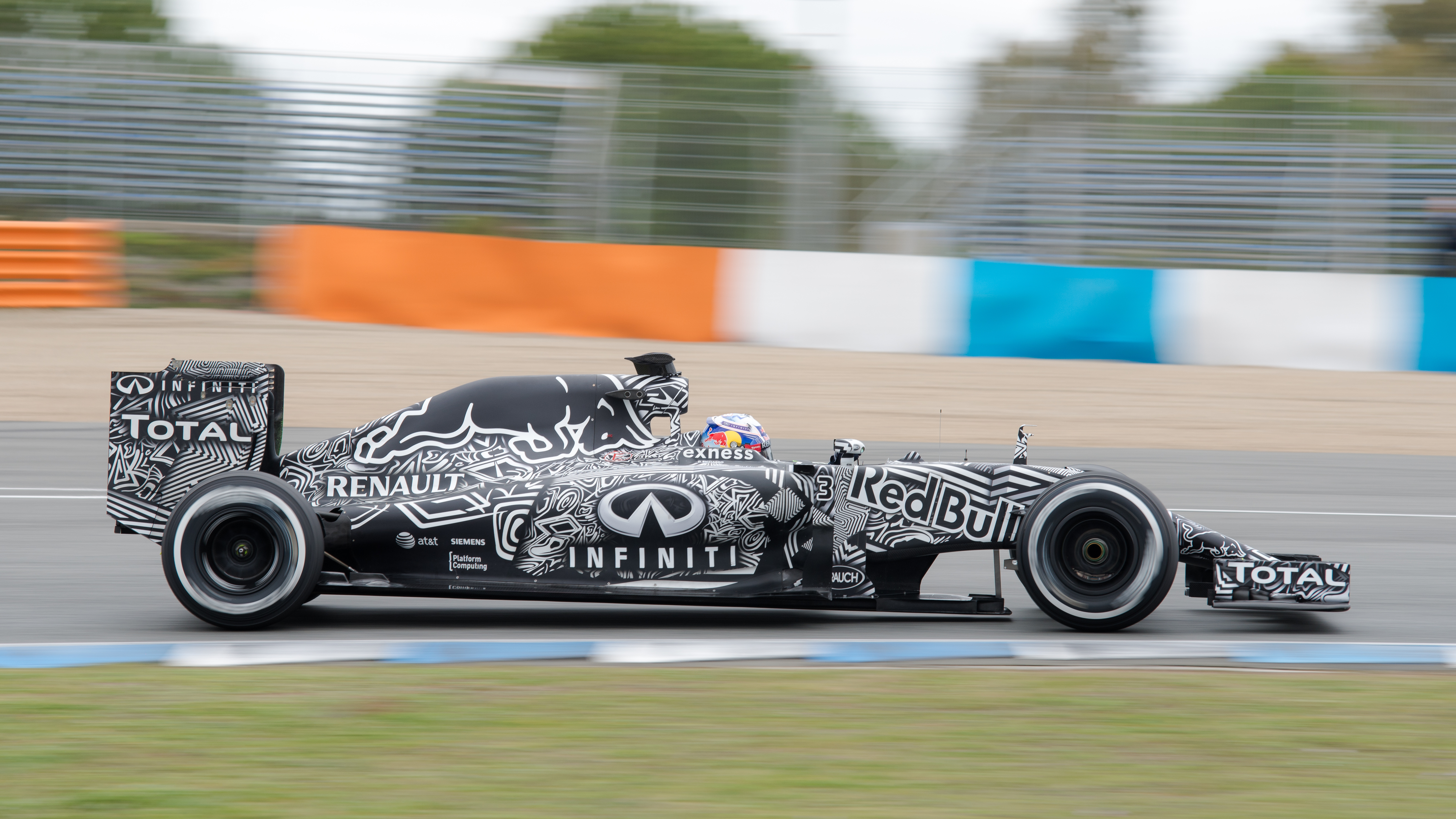
Red Bull Racing ließ seinen RB11 bei ersten Testfahrten getarnt antreten
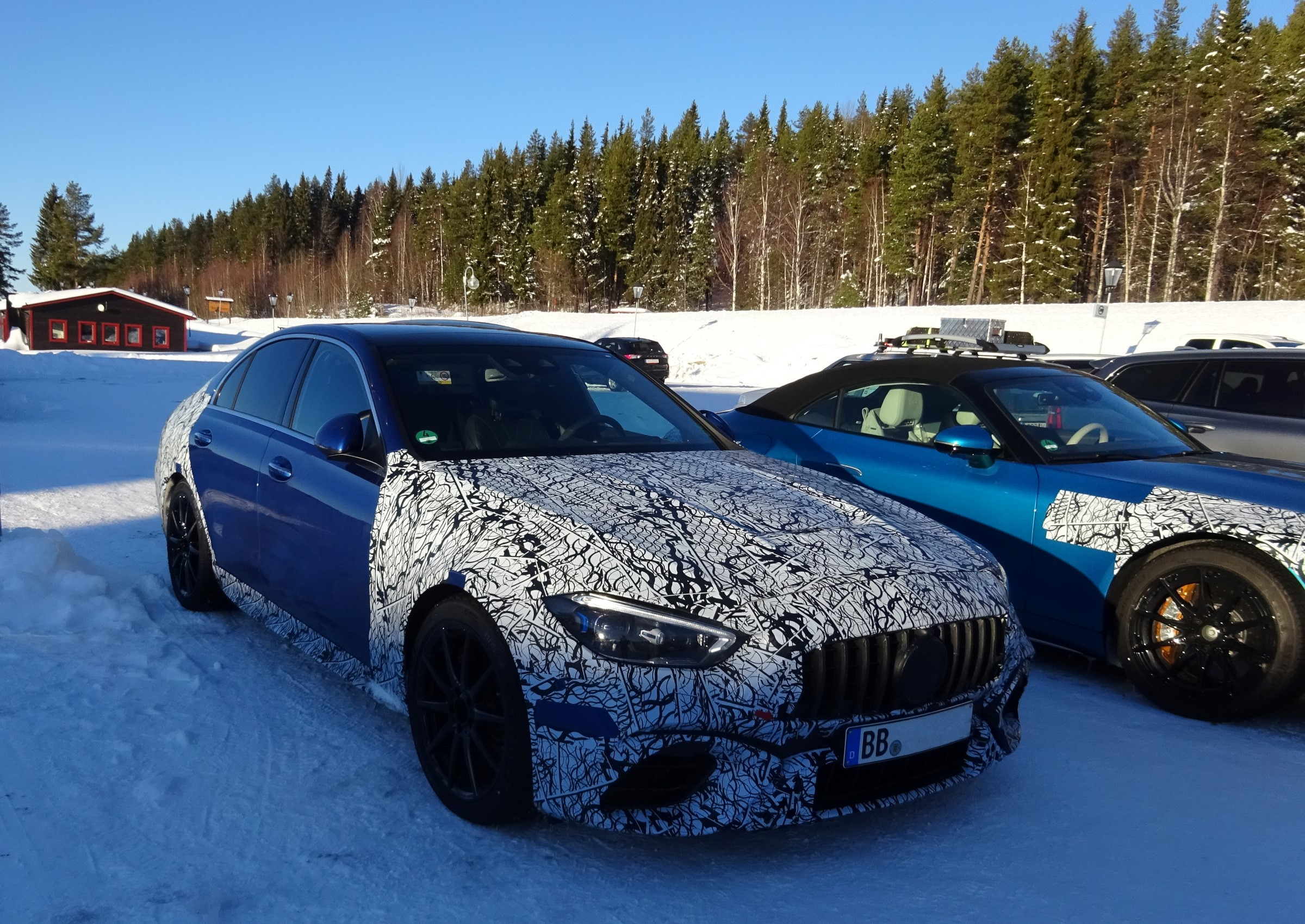
Mercedes testet am Polarkreis in Schweden

Kantenbeklebung
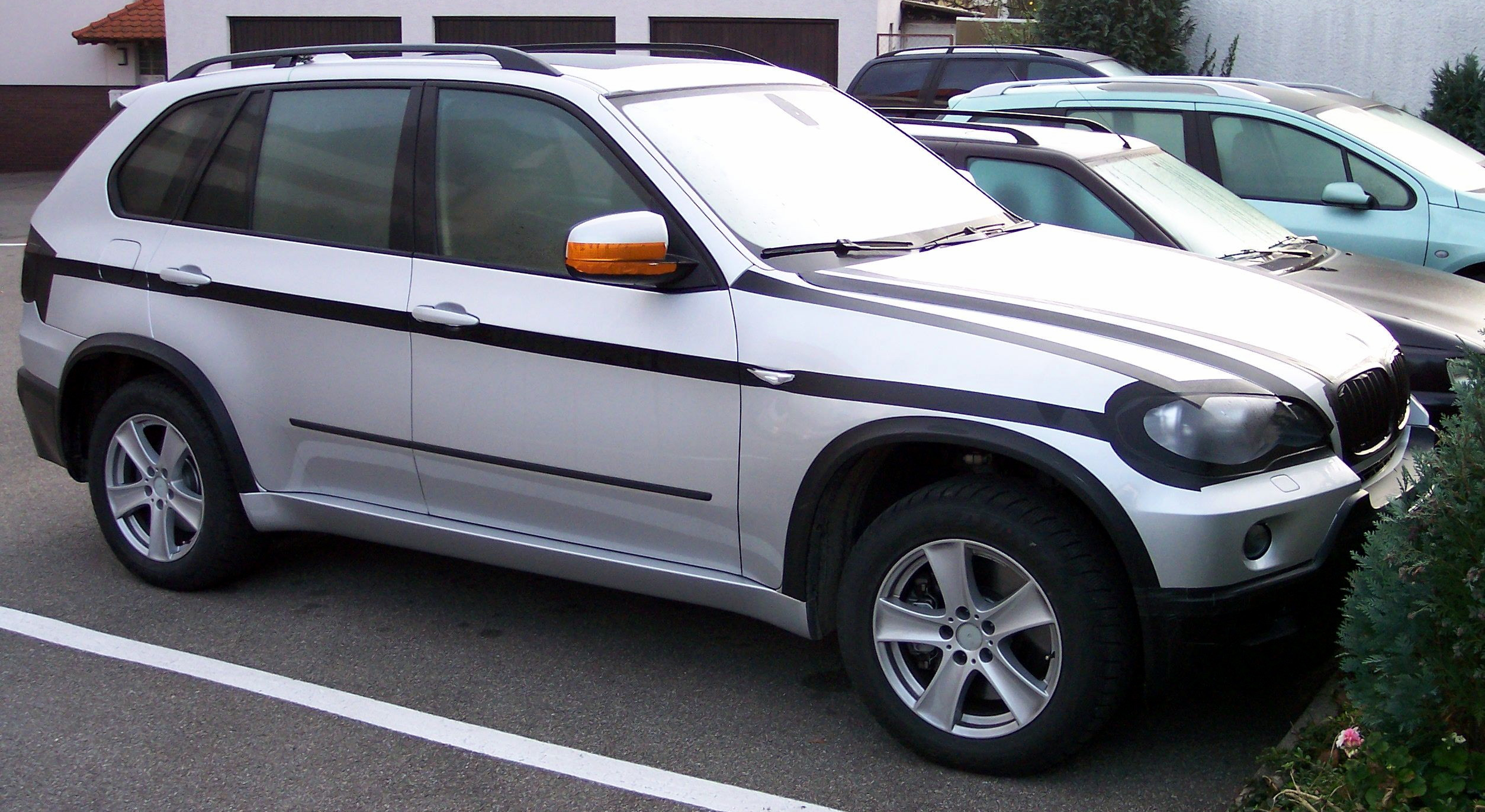
Mit schwarzem Klebeband versuchte BMW, die Kanten zu kaschieren
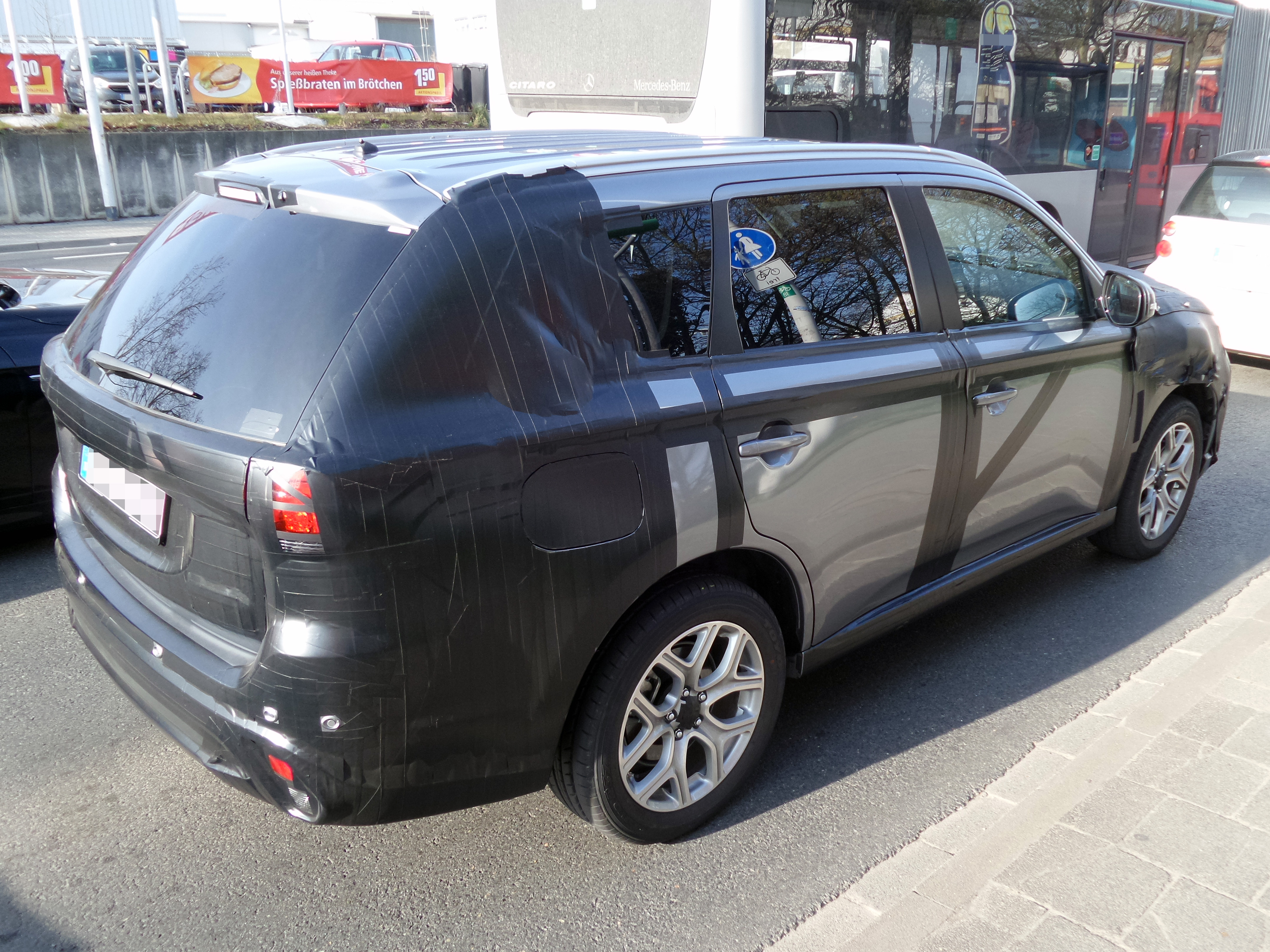
Mitsubishi verwendete Klebeband zur Tarnung
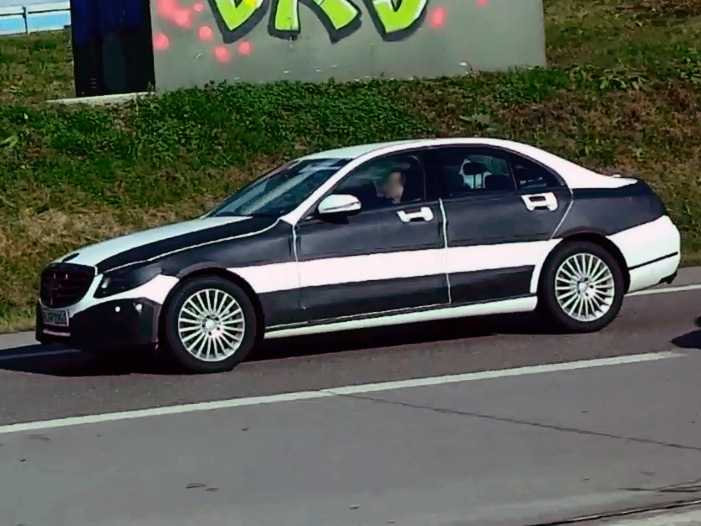
Mercedes-Benz klebte einige Bereiche mit schwarzer Folie ab

Partielle Tarnung
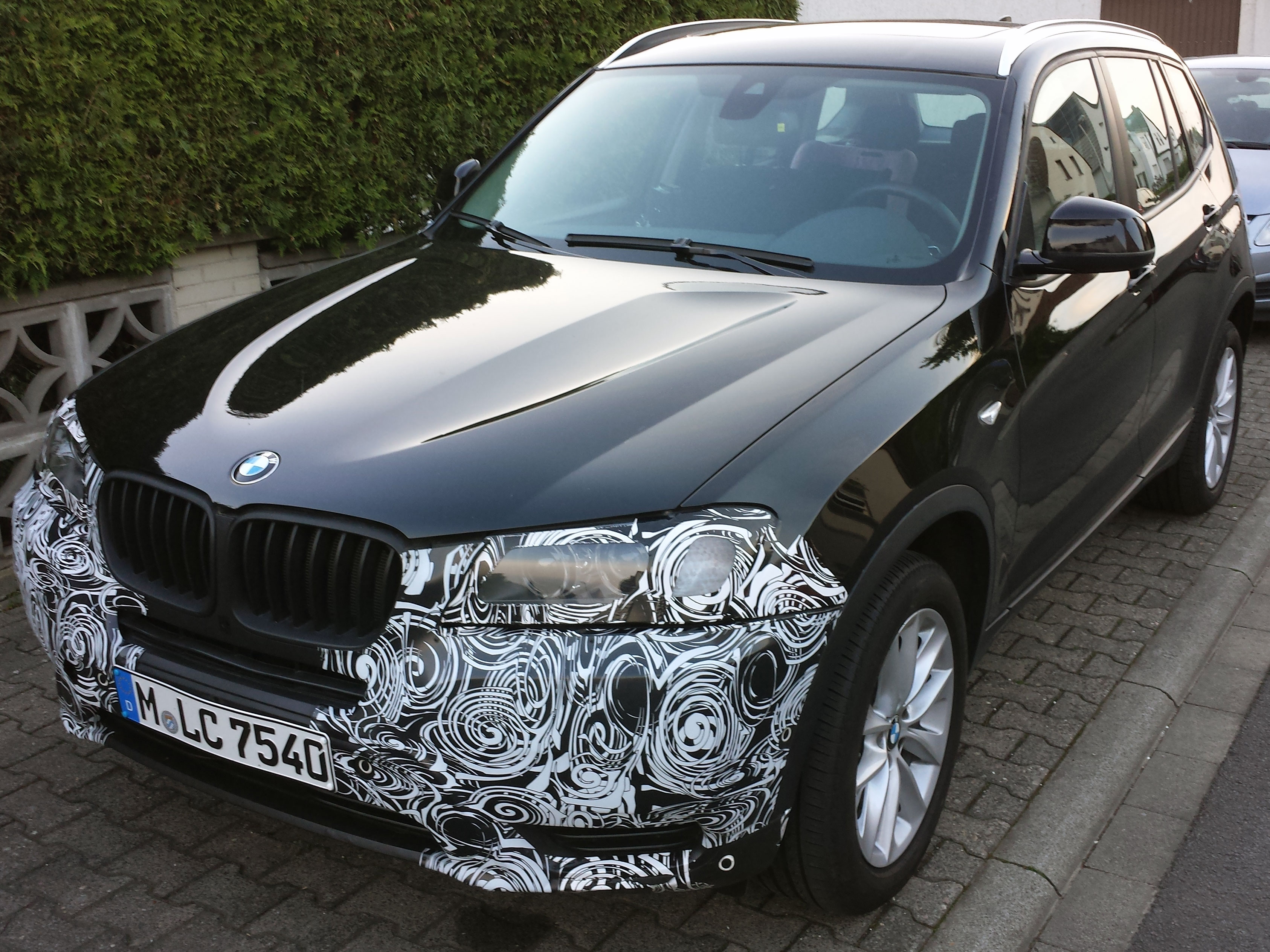
Bei diesem Facelift hat BMW die neu entwickelten Karosserieteile foliert
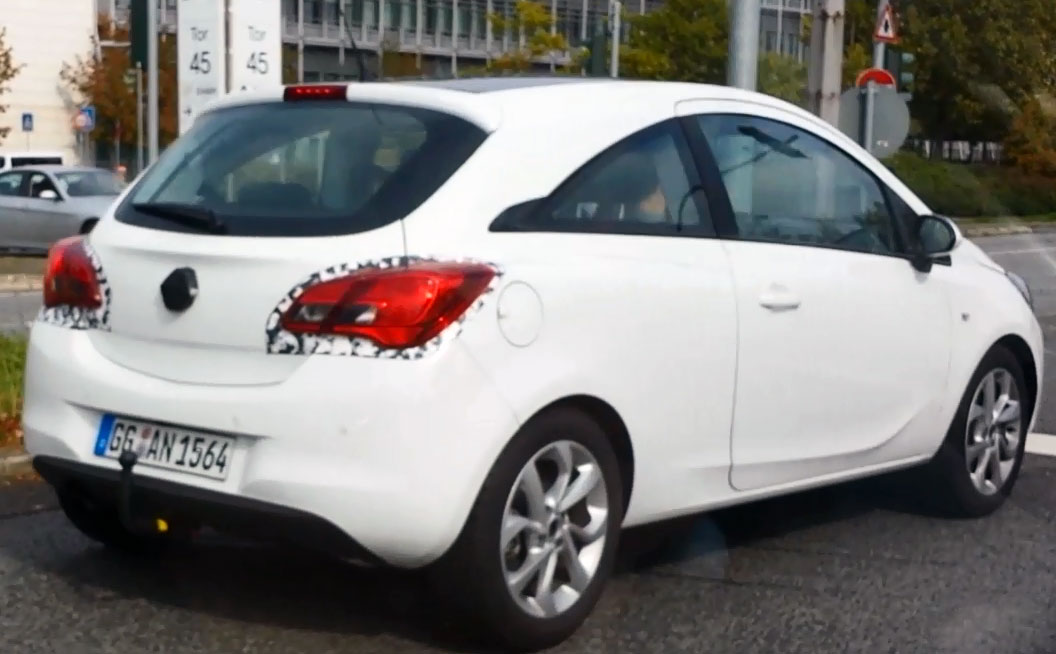
In den letzten Phasen der Entwicklung sind bei diesem Opel Corsa E die Partien um die Heckleuchten und der Opel-Blitz getarnt
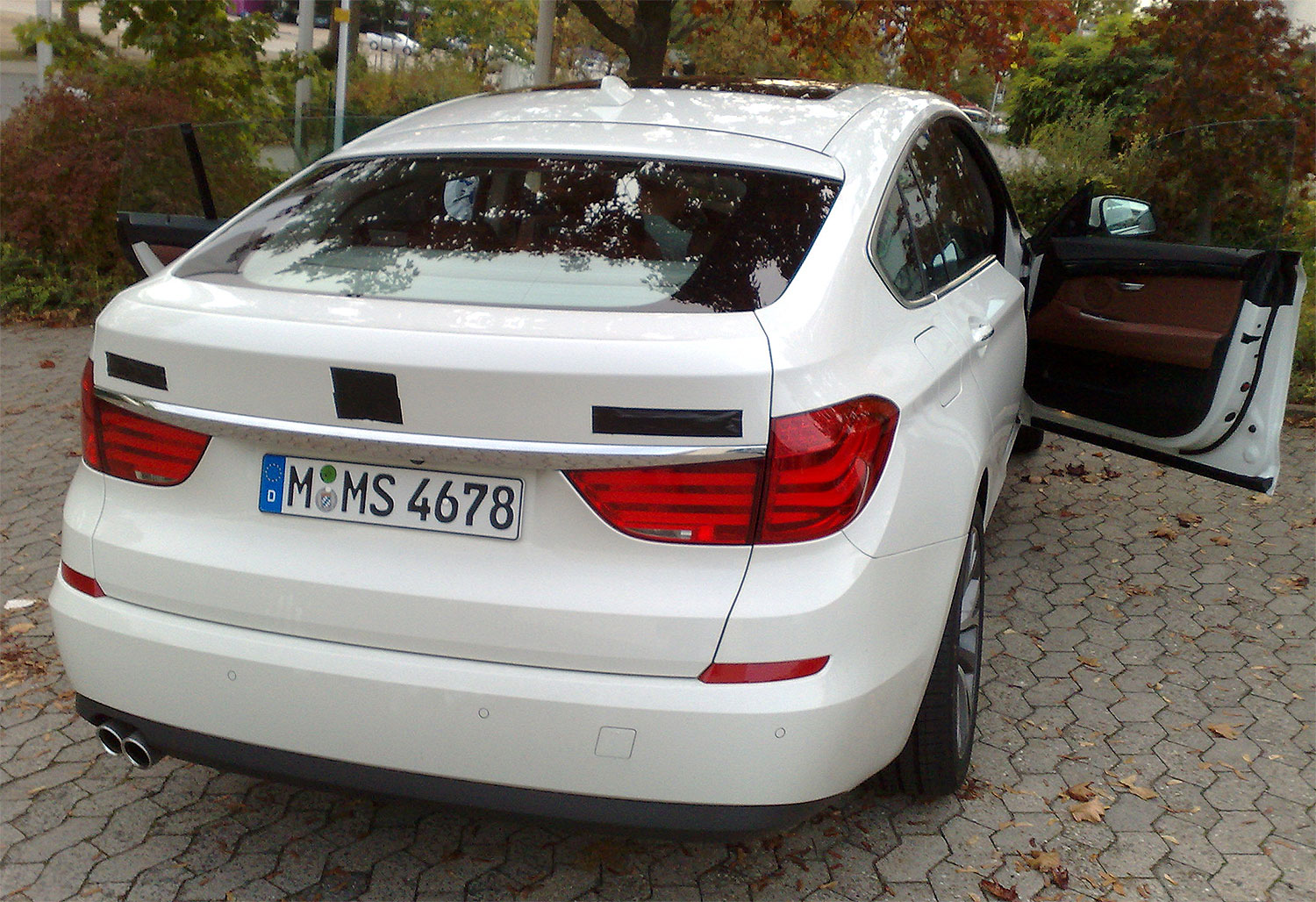
Bis zur Händlerpremiere darf dieser 5er-GT nicht als BMW bezeichnet werden
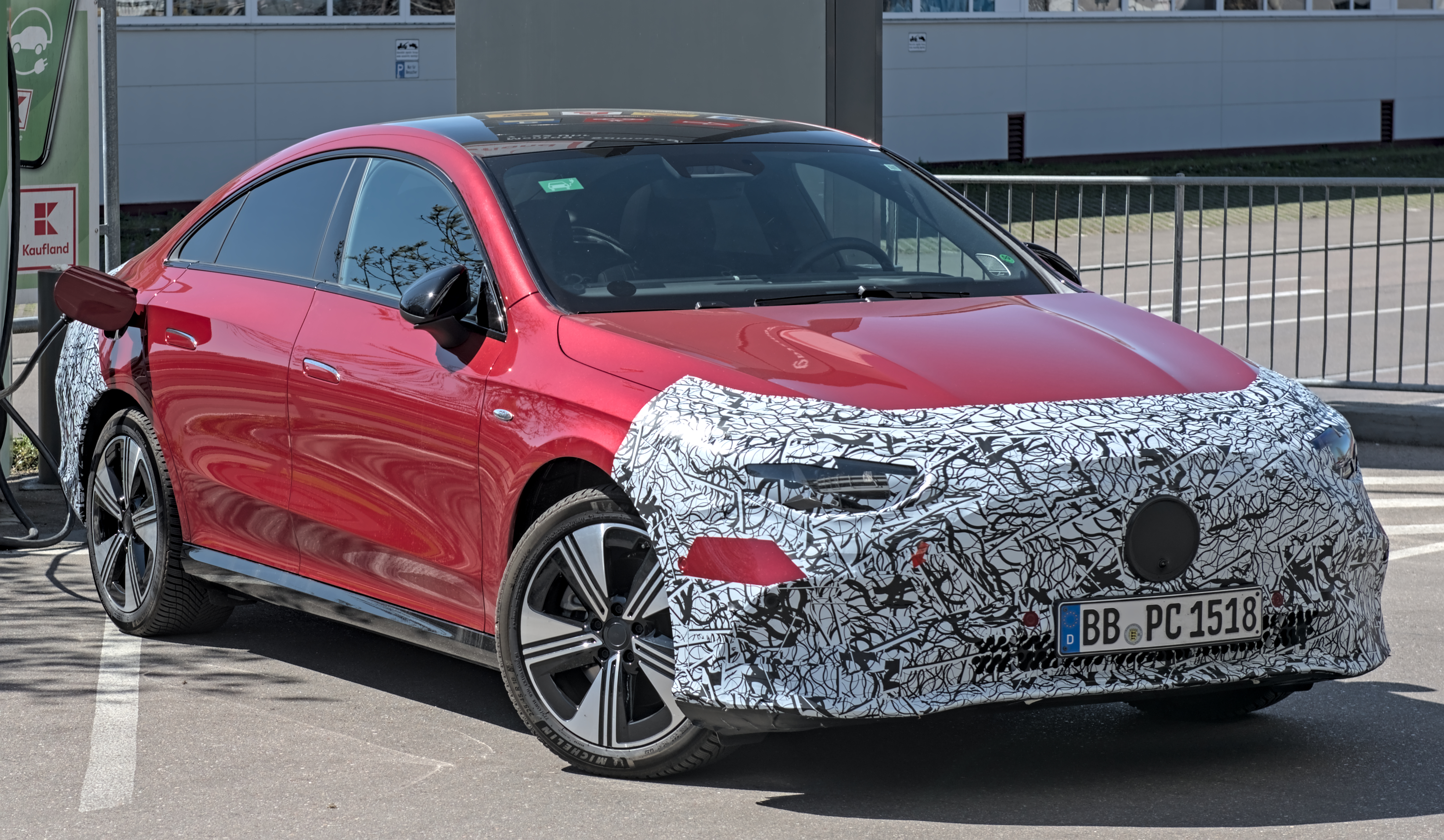
Dieser Mercedes-Benz CLA der Baureihe 174 wurde bereits präsentiert, als das Foto aufgenommen wurde

Innenraumtarnung
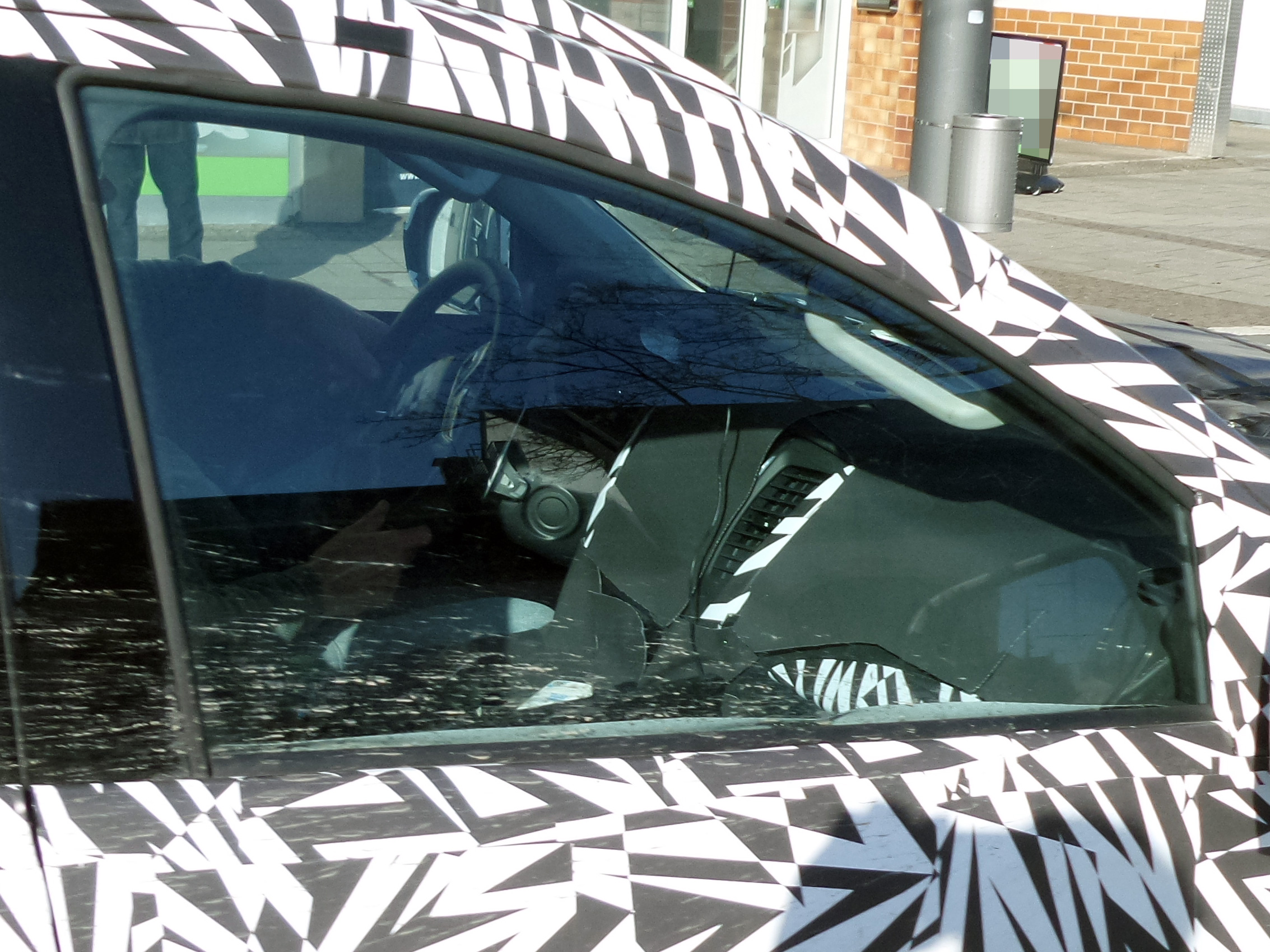
Mitsubishi beklebt den Innenraum mit Zebra-Folie
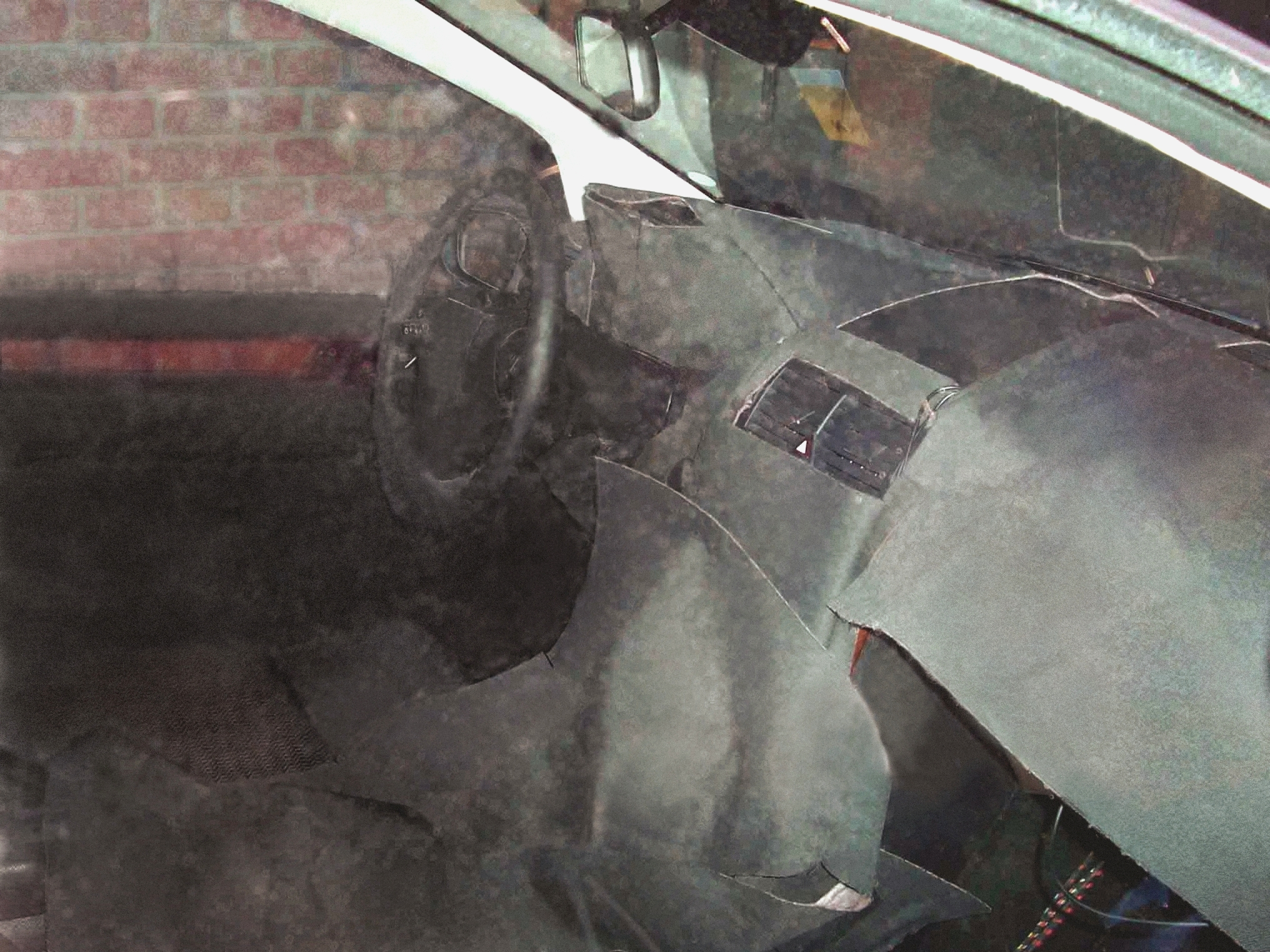
Bei der 2. Generation der A-Klasse wurde der Innenraum hinter Stoffen verborgen, diese können während der Fahrt entfernt werden

## Testgebiete
Um die neuen Bauteile und Fahrzeuge unter extremen Witterungsverhältnissen zu testen, finden die meisten Kältetests im schwedischen Arjeplog und die Hitze- und Staubtests in der Mojave-Wüste (insbesondere im Death Valley) von Nevada, eine Stunde nordwestlich von Las Vegas, statt.